# Pest Management Science
Pest Management Science – międzynarodowe, recenzowane czasopismo naukowe publikujące w dziedzinie entomologii i agronomii.
Pismo wydawane jest przez John Wiley & Sons na zlecenie Society of Chemical Industry. Ukazuje się od 1970 roku. Tematyką obejmuje badania w zakresie ochrony roślin uprawnych i kontroli szkodników, w tym także wpływu na środowisko środków ochrony roślin.
W 2015 impact factor pisma wynosił 2,694. W 2014 zajęło 7 miejsce w rankingu ISI Journal Citation Reports w dziedzinie entomologii i 11 w dziedzinie agronomii.